# Tainá - Uma Aventura na Amazônia
Tainá - Uma Aventura na Amazônia é um filme brasileiro lançado em 2000, do gênero infanto-juvenil e aventura dirigido por Tânia Lamarca e Sérgio Bloch.

## Sinopse
O filme conta as aventuras de uma jovem indígena órfã que vive com seu avô, o velho e sábio Tigê, em um recanto do Rio Negro, na Amazônia. Com Tigê, ela aprende as lendas e histórias de seu povo, convivendo intimamente com a floresta e seus animais.
Aos poucos, Tainá torna-se uma guardiã da floresta e consegue salvar um pequeno macaquinho de cair nas garras de um traficante. Apelidado de Catú, o novo amiguinho passa a ser seu companheiro após a morte do avô.
Protegida por um amuleto deixado por Tigê, Tainá segue na luta em defesa da selva.
Perseguida pelo traficante, a guardiã vai parar em uma pequena vila onde mora uma bióloga e seu filho Joninho, que a contragosto está acompanhando a mãe em suas pesquisas científicas.
O convívio entre eles se torna difícil e Tainá resolve deixar a vila, mas Joninho, que já planejava uma "fuga" para pregar uma peça na mãe, a segue e agora terá que aprender com ela a sobreviver na floresta.

## Elenco
- Eunice Baía — Tainá
- Caio Romei — Joninho
- Ruy Polanah — Vô Tigê
- Jairo Mattos — Rudi
- Branca Camargo — Isabel
- Alexandre Zacchia — Shoba
- Luciana Rigueira — Tikiri
- Charles Paraventi — Boca
- Marcos Apolo — Biriba
- Betty Erthal — Miss Meg
- Luiz Carlos Tourinho — Mr. Smith
- Nadine Voullièmevoz — Catú, o macaco (voz)[3]
- Guilherme Briggs — Ludo, o papagaio (voz)[3]
- Alfonso Segura — Aida, a macaca (voz)[3]
- Jaqueline Arashida - Yemanjac

## Lançamento e recepção

### Lançamento e prêmios
O filme foi premiado no Festival de Cinema de Natal, em 2000, nas categorias melhor filme e melhor fotografia (Marcelo Corpanni).  Em 2001, ganhou também o prêmio de melhor filme de ficção do Festival do Rio e no Chicago International Children's Film Festival, e o de melhor direção de fotografia no Festival de Cinema Brasileiro em Miami. Tainá - Uma Aventura na Amazônia foi lançado no cinemas pelas distribuidoras Art Films e MAM em 12 de janeiro de 2001, em cem salas, e foi assistido por 853.210 espectadores, arrecadando 3.054.492 de reais. Em 2005, foi exibido no Festival de Marseille, na França.

### Recepção crítica
Rubens Ewald Filho elogiou o filme dizendo que é uma "adequada aventura juvenil" e também a "acertada escolha da menina Eunice Baía para o papel título", e notou que ele está "repleto de mensagens ecológicas (parece filme de Tarzã [sic]: a cada dois minutos dão close em algum bicho exótico)". No entanto, ele comentou que "é bem capaz de ser melhor aceito no exterior, onde estão mais preocupados com o tema e a sobrevivência da nossa Amazônia do que por aqui." Escrevendo para o site Cineclick, Celso Sabadin disse que o longa "tem tudo para agradar aos públicos infantil e infanto-juvenil, sem aborrecer os adultos. O filme é ágil, dinâmico, bem montado e traz belíssimas imagens da Amazônia, muito bem fotografadas por Marcelo Corpanni." Ele ainda elogiou os diálogos, chamando-os de "divertidos", e a atuação da protagonista, que deu "mais veracidade e credibilidade à história".